# 압둘라 이을드르므시
무함메드 압둘라 이을드르므시(튀르키예어: Muhammed Abdullah Yıldırmış, 2003년 11월 7일~)는 튀르키예의 양궁 선수이다. 2024년 하계 올림픽 남자 단체전에서 동메달을 획득했다.

## 경력
2003년 이스탄불에서 태어났다.
2020년에 튀르키예 양궁 국가대표 선수로 발탁되었고 그 해 10월 안탈리아에서 열린 안탈리아 인터내셔널 챌린지 양궁 대회를 통해 국제 대회에 데뷔했다.
2022년 7월 알제리 오랑에서 열린 2022년 지중해 게임에 참가하여  메테 가조즈, 사메트 아크와 함께 단체전 동메달을 획득했다. 8월 콘야에서 열린 2021년 이슬람 연대 경기 대회에 참가했으며 가조즈, 아크와 함께 단체전에서 금메달을 획득했다.
2023년 8월 독일 베를린에서 열린 2023년 세계 선수권 대회에 참가하여 가조즈, 베르킴 튀메르와 함께 단체전 은메달을 획득했다.
2024년 8월 파리에서 열린 2024년 하계 올림픽에 참가하여 선수 경력 첫 올림픽에 출전했다. 그는 가조즈, 튀메르와 함께 단체전 동메달을 획득했다. 